# Shanghai Dreams
Shanghai Dreams (Qīng Hóng) è un film del 2005 diretto da Wang Xiaoshuai.
La pellicola, vincitrice del Premio della giuria al 58º Festival di Cannes., è ambientata nel 1983 in una remota regione cinese nella quale da circa venti anni vivono un gran numero di cittadini provenienti dalle grandi aree metropolitane dell'est, trasferitisi lì nell'ambito di un programma governativo di rafforzamento della sicurezza nazionale.

## Trama
Antefatto: fra il 1964 e il 1966, il governo popolare cinese, nel timore di una guerra con l’Unione Sovietica, trasferì alcuni grandi impianti industriali in lontane province dell’interno. Questa politica, detta "Terzo fronte", comportò lo spostamento di milioni di cinesi dalle grandi città industriali in remote località agricole o montuose abitate da popolazioni differenti dalla Han.
Qīng Hóng è una ragazza di diciannove anni che abita nella provincia di Guizhou, una regione montuosa povera della Cina, assieme ai genitori, originari di Shanghai, e a un fratello più piccolo. I genitori, ex-rivoluzionari di mezza età ormai delusi, fanno piani per ritornare clandestinamente a Shanghai. La figlia, invece, è nata nel Guizhou, non ha quindi alcun legame con la grande città e un ritorno a Shanghai comporterebbe per lei abbandonare i luoghi e gli amici d'infanzia e, soprattutto, rompere i rapporti con Fan Honggen, un giovane operaio del posto di cui è innamorata che per altro non riesce mai a vedere, essendo inviso al severo padre di lei.
Fan Honggen continua ostinatamente a corteggiarla "a distanza", fin quando un giorno i due osano darsi un appuntamento. Lei, che pure è attratta dal ragazzo, gli dice che la loro storia non ha futuro dato che la sua famiglia è in procinto di andarsene lontano. Lui, che aveva tutt'altre aspettative, viene sopraffatto da un istinto di possesso e la violenta. In seguito il padre della ragazza, cercando di farsi giustizia da solo, rende di dominio pubblico la violenza, che non era stata denunciata. Così il ragazzo viene arrestato con l'accusa di stupro.
Qīng Hóng cade in una profonda depressione tentando anche il suicidio. Salvata, parte poi con la famiglia per fare finalmente ritorno a Shanghai. Appena messisi in viaggio incrociano un convoglio che trasporta dei carcerati, dei quali è annunciata pubblicamente la condanna con il relativo nome. Si viene a sapere quindi che Fan Honggen sta per essere giustiziato con la condanna di stupro.

## Produzione
Come si intuisce dalla dedica posta a chiusura del film, rivolta ai suoi genitori e a "tutti i numerosi lavoratori cinesi impiegati nelle fabbriche del Terzo fronte", la famiglia del regista ha vissuto un'esperienza simile a quella descritta. Nato a Shanghai, crebbe infatti per tredici anni a Guiyang, capitale del Guizhou, dopo di che la famiglia si trasferì a Wuhan.
Per altro pochi anni più tardi, nel 2011, Wang Xiaoshuai ha realizzato un nuovo film con la stessa ambientazione, Wo 11, di carattere pienamente autobiografico.

## Riconoscimenti
Il film ottenne il Premio della giuria al Festival di Cannes 2005.